# Benton County, Iowa
Benton County är ett administrativt område i delstaten Iowa, USA, med 26 076 invånare. Den administrativa huvudorten (county seat) är Vinton.

## Geografi
Enligt United States Census Bureau har countyt en total area på 1 861 km². 1 855 km² av den arean är land och 5 km² är vatten.

### Angränsande countyn
- Black Hawk County - nordväst
- Buchanan County - nordost
- Linn County - öst
- Iowa County - syd
- Tama County - väst

### Orter
- Atkins
- Belle Plaine
- Blairstown
- Garrison
- Keystone
- Luzerne
- Mount Auburn
- Newhall
- Norway
- Shellsburg
- Urbana
- Van Horne
- Vinton (huvudort)
- Walford (delvis i Linn County)
- Watkins